# Катажина Пітер
Катажина Пітер (пол. Katarzyna Piter) —  польська тенісистка, що здебільшого спеціалізується на парній грі.

## Фінали турнірів WTA

### Парний розряд: 14 (4 титули)
| Легенда        |
| -------------- |
| Grand Slam     |
| WTA 1000       |
| WTA 500 (1-0)  |
| WTA 250 (3–10) |

| За поверхнею |
| ------------ |
| Хард (1–4)   |
| Трава (0–0)  |
| Грунт (3–6)  |
| Килим (0–0)  |

| Результат | В–П  | Дата     | Турнір                           | Статус        | Поверхня | Партнерка            | Супротивниці                          | Рахунок          |
| --------- | ---- | -------- | -------------------------------- | ------------- | -------- | -------------------- | ------------------------------------- | ---------------- |
| Поразка   | 0–1  | Чер 2011 | Danish Open, Данія               | International | Хард     | Крістіна Младенович  | Юганна Ларссон Ясмін Вор              | 3–6, 3–6         |
| Перемога  | 1–1  | Лип 2013 | Palermo Ladies Open, Італія      | International | Ґрунт    | Крістіна Младенович  | Кароліна Плішкова Крістина Плішкова   | 6–1, 5–7, [10–8] |
| Поразка   | 1–2  | Кві 2014 | Marrakesh Grand Prix, Марокко    | International | Ґрунт    | Марина Заневська     | Гарбінє Мугуруса Роміна Опранді       | 6–4, 2–6, [9–11] |
| Поразка   | 1–3  | Лип 2016 | Bucharest Open, Румунія          | International | Ґрунт    | Александра Каданцу   | Джессіка Мор Варатчая Вонгтеанчай     | 3–6, 6–7(5–7)    |
| Поразка   | 1–4  | Лип 2021 | Poland Open, Польща              | WTA 250       | Ґрунт    | Катерина Бондаренко  | Анна Даніліна Лідія Морозова          | 3–6, 2–6         |
| Поразка   | 1–5  | Сер 2021 | Cluj-Napoca Open, Румунія        | WTA 250       | Грунт    | Маяр Шеріф           | Натела Дзаламідзе Кая Юван            | 3–6, 4–6         |
| Поразка   | 1–6  | Лип 2022 | Budapest Grand Prix, Угорщина    | WTA 250       | Грунт    | Кімберлі Ціммерманн  | Екатеріне Горгодзе Оксана Калашнікова | 6–1, 4–6, [6–10] |
| Поразка   | 1–7  | Кві 2023 | Copa Colsanitas, Колумбія        | WTA 250       | Грунт    | Оксана Калашнікова   | Ірина Хромачова Ірина Шиманович       | 1–6, 6–3, [6–10] |
| Перемога  | 2–7  | Лип 2023 | Budapest Grand Prix, Угорщина    | WTA 250       | Грунт    | Фанні Штоллар        | Джессі Ені Анна Сіскова               | 6–2, 4–6, [10–4] |
| Поразка   | 2–8  | Лип 2023 | Poland Open, Польща              | WTA 250       | Хард     | Вероніка Фальковська | Гетер Вотсон Яніна Вікмаєр            | 4–6, 4–6         |
| Перемога  | 3–8  | Лип 2024 | Budapest Grand Prix, Hungary (2) | WTA 250       | Грунт    | Штоллар Фанні        | Анна Даніліна Ірина Хромачова         | 6–3, 3–6, [10–3] |
| Поразка   | 3–9  | Жов 2024 | Guangzhou Open, КНР              | WTA 250       | Хард     | Штоллар Фанні        | Катержина Сінякова Чжан Шуай          | 4–6, 1–6         |
| Поразка   | 3–10 | Жов 2024 | Jiangxi Open                     | WTA 250       | Тверде   | Штоллар Фанні        | Ґо Ханю Моюка Утідзіма                | 7–6(7–5), 7–5    |
| Перемога  | 4–10 | Лют 2025 | Mérida Open                      | WTA 500       | Тверде   | Маяр Шеріф           | Анна Даніліна Ірина Хромачова         | 7–6(7–2), 7–5    |

## Фінали турнірів WTA Challenger

### Парний розряд: 7 (2 титули)
| Результат | В–П | Дата     | Турнір                              | Поверхня | Партнерка            | Супротивниці                          | Рахунок          |
| --------- | --- | -------- | ----------------------------------- | -------- | -------------------- | ------------------------------------- | ---------------- |
| Поразка   | 0–1 | Вер 2021 | Karlsruhe Open, Німеччина           | Грунт    | Маяр Шеріф           | Ірина Бара Екатеріне Горгодзе         | 3–6, 6–2, [7–10] |
| Поразка   | 0–2 | Кві 2023 | San Luis Open, Мексика              | Грунт    | Оксана Калашнікова   | Альона Большова Андреа Гаміс          | 6–7(5–7), 4–6    |
| Поразка   | 0–3 | Чер 2023 | Veneto Open, Італія                 | Трава    | Вероніка Фальковська | Хан На Ле Джан Су Чжон                | 3–6, 6–3, [6–10] |
| Поразка   | 0–4 | Бер 2024 | San Luis Open, Мексика              | Грунт    | Лаура Пігоссі        | Бондар Анна Тамара Зіданшек           | без гри          |
| Поразка   | 0-5 | Тра 2024 | Catalonia Open, Іспанія             | Грунт    | Маяр Шеріф           | Ніколь Меліхар-Мартінес Еллен Перес   | 5–7, 2–6         |
| Перемога  | 1–5 | Чер 2024 | Internacional de Valencia, Іспанія  | Грунт    | Фанні Штоллар        | Аньєліка Морателлі Рената Сарасуа     | 6–1, 4–6, [10–8] |
| Перемога  | 2–5 | Вер 2024 | 2024 Guadalajara 125 Open , Мексика | Хард     | Фанні Штоллар        | Аньєліка Морателлі Сабріна Сантамарія | 6–4, 7–5         |